# Catherine Lemorton
Catherine Lemorton, née le 20 juin 1961 à Troyes (Aube), est une femme politique française. Membre du Parti socialiste, elle est députée de Haute-Garonne de 2007 à 2017.

## Biographie
Née d'un père cheminot membre du RPR et d'une mère coiffeuse, Catherine Lemorton passe son enfance en Picardie et rejoint Toulouse en septembre 1981. 
Elle commence à militer à l'université, où elle suit des études de pharmacie. Elle passe dans des mouvements « très à gauche », avant d'intégrer l'UNEF. En 1993, après avoir manifesté contre la réforme des retraites du privé, elle adhère à la CFDT santé.
Pharmacienne de profession, elle est licenciée en 1994 après sa première grossesse. En 1996, elle rachète une officine avec une amie afin de devenir sa propre patronne. Sa pharmacie intègre le réseau médical de prévention et de réinsertion des toxicomanes.
En 2002, elle adhère au Parti socialiste après la défaite de Lionel Jospin à l'élection présidentielle.
Mariée à un ingénieur, elle est mère de deux filles.

### Élue députée en 2007
Catherine Lemorton a été élue députée pour la première fois en 2007. Elle avait alors battu au second tour, Jean-Luc Moudenc (UMP), député-maire de Toulouse, avec 54,55 % des suffrages. Elle a ainsi succédé à Bernadette Païx (UMP), suppléante de Philippe Douste-Blazy, qui ne se représentait pas. Bien que nouvelle élue, elle a très vite pris des responsabilités dès 2007 au sein de son groupe, et s'est fait connaître pour son travail, et ses positions contre les conflits d’intérêts.
Réélue en 2012, elle a été choisie par le groupe socialiste pour présider la commission des Affaires sociales de l'Assemblée nationale, au sein de laquelle sa désignation a fait l’unanimité.
Elle est la deuxième femme à présider cette commission après Marie-Madeleine Dienesch, députée des Côtes-du-Nord apparentée à l'Union démocratique pour la Ve République, qui l’a présidée du 6 avril 1967 au 30 mai 1968.
Elle a fait le choix du mandat unique.
Pharmacienne d'officine de profession depuis 1984, Catherine Lemorton est titulaire d’une pharmacie dans le centre-ville de Toulouse depuis 1995. Elle s’est beaucoup investie en tant que membre du Réseau Ville-Hôpital Toxicomanie PRA 31.
Très engagée au Parti socialiste, elle a été nommée déléguée à la santé en 2005 et a animé un groupe de travail sur le système de soins dans la fédération du PS de Haute-Garonne.
Elle était l'une des porte-parole de la motion D (motion de Martine Aubry) lors du Congrès de Reims en novembre 2008.
Lors de la campagne présidentielle de 2012, Catherine Lemorton était responsable des relations avec les professionnels de santé auprès de Marisol Touraine au sein du pôle « social, santé, dépendance » de l'équipe de campagne de François Hollande.
Dans le cadre de la primaire présidentielle socialiste de 2017, elle soutient Arnaud Montebourg, et fait partie de ses porte-parole,.
Après la victoire de Benoît Hamon à la primaire citoyenne de 2017, elle est nommée responsable thématique « Hôpital, médecine de ville » de sa campagne présidentielle,.
Début octobre 2018, elle quitte la vie politique.

### Activité parlementaire
Son premier rapport, réalisé pour la mission d'évaluation et de contrôle des lois de financement de la sécurité sociale (Mecss) sur la prescription, la consommation et la fiscalité des médicaments, voté à l'unanimité mais ignoré par le gouvernement en avril 2008, est revenu sur le devant de la scène avec l'affaire Mediator* (benfluorex, Servier) et la discussion de la loi sur le renforcement de la sécurité sanitaire du médicament et des produits de santé en 2011.
Elle a également été active sur les questions de lutte contre la toxicomanie et sur l'accès aux soins (couverture maladie universelle -CMU- et aide médicale d'État -AME). Elle est présidente du groupe d’études sur la toxicomanie et les addictions.
Elle a fait partie de la mission d'information sur le dossier médical personnel (DMP) en 2007-08, de la commission d'enquête sur la grippe A(H1N1) en 2010, de la mission d'information bicamérale sur les toxicomanies en 2010-11, de la mission d'information sur les agences sanitaires en 2011 et elle a présidé la mission d'information sur la formation des auxiliaires médicaux en 2010.
Elle s’est investie sur de nombreux textes dans les domaines de la santé, du travail et de l’emploi. Elle a également été responsable pour le groupe socialiste sur plusieurs projets de loi : la partie santé publique de la loi hôpital, patients, santé, territoire (HPST), la loi sur la sécurité sanitaire des médicaments, la loi portant réforme de la biologie médicale. 
Du 28 juin 2012 au 20 juin 2017, elle est la présidente de la commission des Affaires sociales à l’Assemblée.
Fin février 2017, elle fait un bilan très critique du quinquennat socialiste, pointant du doigt notamment la loi Travail ou les « contrats de génération » encadrant des stages qui, selon elle, sont un échec et ont pour conséquence que les étudiants dans les formations paramédicales par exemple ne trouvent plus de stages. La généralisation du tiers payant, mesure phare, ne trouve pas plus grâce à ses yeux. En revanche, elle soutient la modulation des allocations familiales, ainsi que d'autres mesures comme la garantie jeune.

### Autres fonctions
Elle est nommée responsable de la réserve sanitaire de Santé publique France, le 1er mars 2019.

### Polémiques
L'ancienne présidente de la commission des Affaires sociales de l’Assemblée nationale a été condamnée en première instance par le conseil de prud’hommes de Toulouse pour avoir licencié Véronique Dufor, l'une de ses assistantes parlementaires en arrêt maladie depuis plusieurs mois. Si la députée n'était pas revenue sur un premier accroc survenu en 2011, l'assistante avait, dénonce Catherine Lemorton, utilisé les téléphones de la permanence à des fins personnelles pour une facture de plus de 1 800 € ; elle fondait le licenciement sur le motif suivant « absences répétées et prolongées (qui) perturbent le fonctionnement de la permanence ». Le conseil de prud'hommes juge cependant dans son jugement du 10 juillet 2017 que « son mandat de député de la République ne l’exonère en rien de ses obligations liées à son statut d’employeur ».  
L'assistante parlementaire licenciée accuse également Catherine Lemorton d'avoir profité de l'enveloppe parlementaire destinée à couvrir ses dépenses en équipements informatiques pour offrir des ordinateurs et des téléphones portables à ses filles. L'une d'entre elles, Léa Lemorton, avait travaillé quelques semaines à la permanence de la députée dans le cadre d'un contrat à durée déterminée. Ces accusations de détournement de fonds ont cependant été démenties par l'ex-députée, qui annonce par ailleurs vouloir faire appel du jugement prud'homal.

### Source
- Le Monde des 12 et 19 juin 2007